# Camponotus baronii
Camponotus baronii is een mierensoort uit de onderfamilie van de schubmieren (Formicinae). De wetenschappelijke naam van de soort is voor het eerst geldig gepubliceerd in 1977 door Alayo & Zayas Montero.